# Ammendorf/Beesen

Die Ortslage Ammendorf/Beesen ist ein Stadtviertel des Stadtteils Ammendorf im Stadtbezirk Süd der Stadt Halle (Saale) und liegt mit 7014 Einwohnern nördlich der Weißen Elster. Es besteht aus den ehemals selbstständigen Dörfern Ammendorf und Beesen, wie auch aus dem südlich der Kasseler Straße gelegenen Stadtquartier Rosengarten.

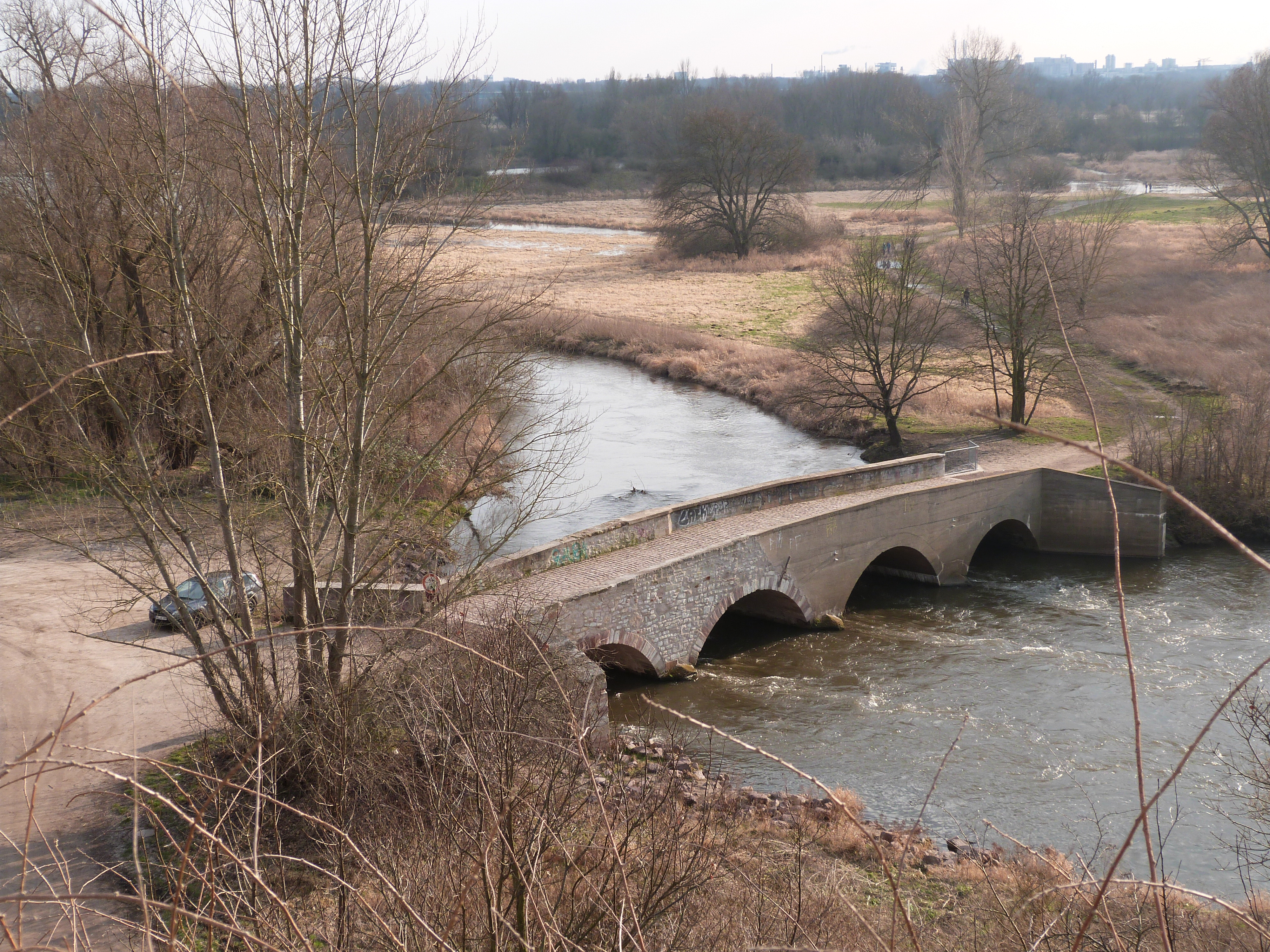
Die Schafbrücke über die Weiße Elster bei Ammendorf vor der Mündung in die Saale

## Geschichte
Die ersten Nachweise einer Besiedlung des Gebietes stammen aus der Jungsteinzeit. Die erste urkundliche Erwähnung Ammendorfs erfolgte 1214 im Urkundenbuch der Stadt Halle. Ein gleichnamiges Adelsgeschlecht „von Ammendorf“ entstammte dem Ort.
Ammendorf, Beesen und die Nachbarorte Burg in der Aue und Planena lagen im südlichsten Teil des zum Erzstift Magdeburg gehörigen Saalkreises. Während Burg in der Aue unter der Verwaltung des Amts Giebichenstein stand, gehörten Ammendorf, Beesen und Planena zum Besitz der Theologischen Fakultät in Halle. Zur Gerichtsbarkeit des Ritterguts Beesen gehörten u. a. die Orte Ammendorf, Peißen (bei Hohenthurm), Pritschöna und Wesenitz. 1680 kamen die Orte  an der Grenze zum kursächsischen Amt Merseburg mit dem Saalkreis zum Herzogtum Magdeburg unter brandenburg-preußischer Herrschaft.
Mit dem Frieden von Tilsit wurden die vier Orte im Jahr 1807 dem Königreich Westphalen angegliedert und dem Distrikt Halle im Departement der Saale zugeordnet. Sie kamen zum Kanton Glaucha. Nach der Niederlage Napoleons und dem Ende des Königreichs Westphalen befreiten die verbündeten Gegner Napoleons Anfang Oktober 1813 den Saalkreis. Bei der politischen Neuordnung nach dem Wiener Kongress 1815 wurden Ammendorf, Beesen, Planena und Burg im Jahr 1816 dem Regierungsbezirk Merseburg der preußischen Provinz Sachsen angeschlossen und dem Saalkreis zugeordnet.
Am 1. April 1917 wurde Beesen nach Ammendorf eingemeindet. Am 1. Mai 1920 folgte Planena und am 1. Juni 1920 Burg in der Aue. Ammendorf erhielt am 15. Dezember 1937 das Stadtrecht, das der Ort bis zur Eingemeindung nach Halle am 1. Juli 1950 behielt.

## Ortsteile

### Ammendorf
Ammendorf erstreckt sich über die östlichen Bereiche des Stadtteils und war früher ein eigenständiger Ort mit ca. 21.000 Einwohnern und einer Fläche von ca. 1935 ha. Das Ortszentrum markiert die Dorfkirche St. Katharinen, die auf einem Hügel oberhalb des nördlichen Randes der Saale-Elster-Aue steht.

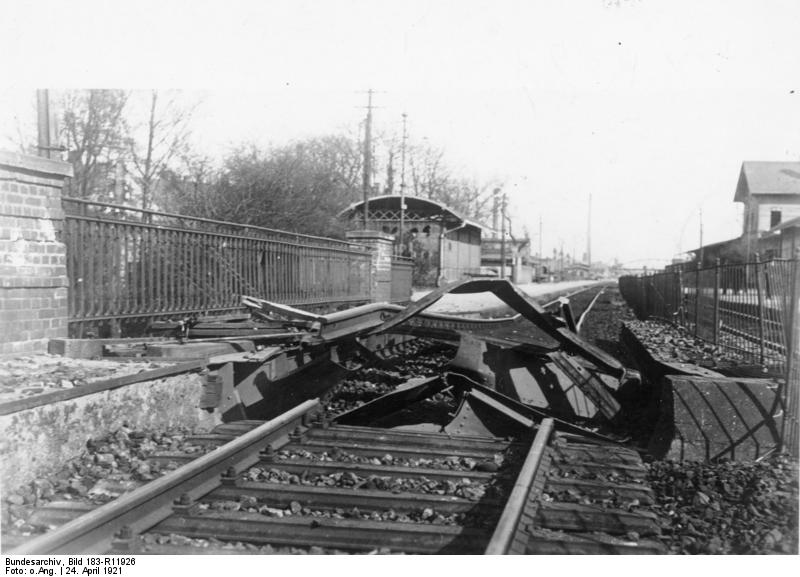
Märzkämpfe in Mitteldeutschland im Frühjahr 1921 in Deutschland, Gesprengter Eisenbahnkörper in Ammendorf bei Halle (24. April 1921)

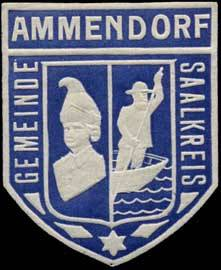
Siegelmarke Gemeinde Ammendorf

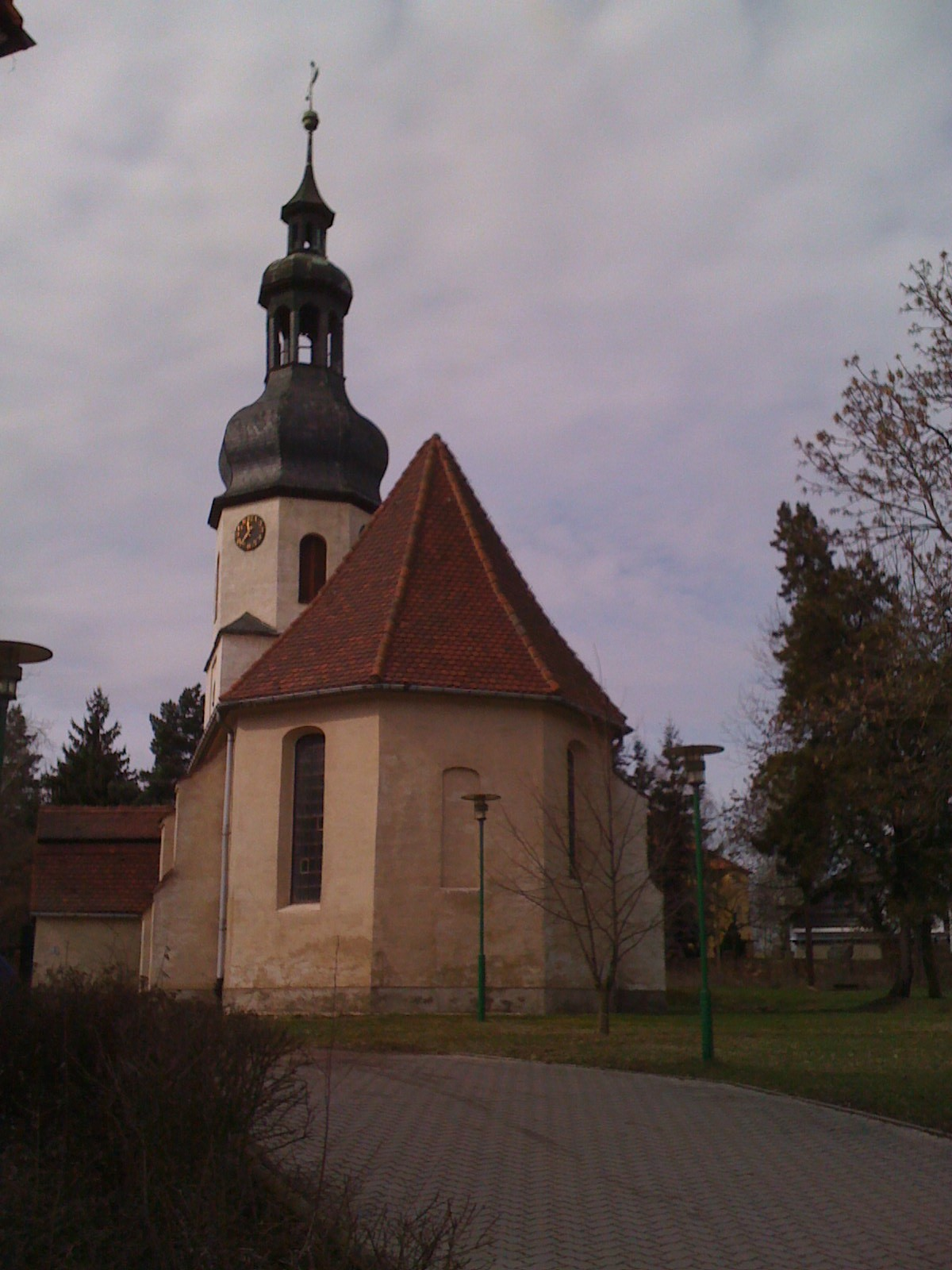
Kirche in Beesen

Ammendorf hatte eine große Bedeutung bei der Industrialisierung der Stadt Halle. Frühzeitig begann die Nutzung der Braunkohle, die im Ammendorfer Revier abgebaut wurde. 1858 entstand die erste Brikett-Fabrik der Welt (System Ing. Carl Exter). Später erfolgten Industrieansiedlungen der Chemischen Industrie und des Maschinenbaus. Am bekanntesten war der Waggonbau Ammendorf (LOWA), gegründet als Waggonfabrik Gottfried Lindner AG.
In Ammendorf stand auch eine der größten Giftgas-Fabriken Deutschlands, die Orgacid GmbH. Bis 1945 wurde hier ca. 26.000 t des Kampfstoffes S-Lost (Senfgas) hergestellt, kam aber im Zweiten Weltkrieg nicht mehr zum Einsatz. Unter dem ehemaligen Ammendorfer Firmengelände an der heutigen Camillo-Irmscher-Straße liegen acht weitverzweigte grüngeflieste Zisternen, die aufgrund fehlender Baupläne nur schwer zu entgiften waren und nach der Wende hermetisch versiegelt wurden. Dennoch gelangten noch 1990 30 Tonnen Giftstoffe durch das Grundwasser an die Oberfläche.
In Ammendorf war von 1933 an ein sehr beliebtes und stets gut besuchtes Sommerfreibad (Entwidmung als öffentliche Einrichtung: 2010, Abriss: 2013) in Betrieb, das bis zur Schließung aus Kostengründen nach Ende der Sommersaison 2003 Freizeit- und Erholungsraum für den Süden Halles bot.

### Beesen
Beesen ist deutlich kleiner als Ammendorf und erstreckt sich über den westlichen Bereich des Stadtteils.
Im Rittergut Beesen wurde 1594 eine Brauerei errichtet. Das Braumalz lieferte die Böllberger Mühle. Das Bier hieß Broihan und wurde in der Ammendorfer Broihanschenke verkauft. Heute ist Beesen hauptsächlich durch das Spaßbad Maya Mare bekannt. Bei Beesen befindet sich die  Endhaltestelle Beesen der Straßenbahn Halle. Sehenswert ist die aus dem 12. Jahrhundert stammende Kirche St. Elisabeth.

## Verkehr
StraßenverkehrDurch Ammendorf führt die Bundesstraße 91. Diese verbindet als sog. Merseburger Straße den Stadtteil mit der Innenstadt von Halle sowie Merseburg und Schkopau. Die B 91 ist in Ammendorf als vierspurige Ausfallstraße ausgebaut. Sie verläuft von der Kirche ausgehend schnurgerade bis zum Halleschen Riebeckplatz.
RegionalverkehrAmmendorf hat einen Bahnhof an der hier in Nord-Süd-Richtung verlaufenden Thüringer Bahn. Dort sind umsteigefrei Verbindungen bis zum Hauptbahnhof von Halle sowie Erfurt und Jena möglich. Seit Dezember 2024 ist der Bahnhof auch durch die S-Bahn-Linie S 11 in das Netz der S-Bahn Mitteldeutschland integriert.
StraßenbahnverkehrAuf der Merseburger Straße verläuft die durch die Hallesche Verkehrs-AG betriebene Straßenbahnlinie 5, von der jeweils jede zweite Fahrt am Bahnhof Halle-Ammendorf endet. Dabei setzt sie ihren Weg von Ammendorf aus auf der Straßenbahnstrecke Halle-Ammendorf–Bad Dürrenberg in Richtung Merseburg und Bad Dürrenberg fort. Außerdem befinden sich im Stadtteil der Betriebshof Rosengarten und der inzwischen beseitigte Betriebshof Halle-Ammendorf.
An der Haltestelle am Bahnhof besteht eine Umsteigemöglichkeit zu den Stadtbuslinien 24 und 28 der HAVAG. Während erstere den Stadtteil Radewell/Osendorf mit dem Stadtteil Südstadt (Halle) verbindet und dabei Beesen und den Stadtteil Halle-Silberhöhe mitbedient, erschließt die Linie 28 das Gebiet östlich der Thüringer Bahn zwischen Ammendorf und Rosengarten. Darüber hinaus kann ab Ammendorf der PlusBus 724 genutzt werden, welcher zwischen Merseburg im Saalekreis und Schkeuditz im Landkreis Nordsachsen verkehrt.

## Söhne und Töchter
- Georg Friedrich Meier (1718–1777), Philosoph, geboren in Ammendorf
- Ernst Baumhard (1911–1943), Vergasungsarzt in den NS-Tötungsanstalten Grafeneck und Hadamar
- Werner Piechocki (1927–1996), Oberarchivrat, Direktor des Stadtarchivs von Halle, geboren in Ammendorf
- Wolfgang Engel (1928–2010), Mathematiker, geboren in Ammendorf
- Heinz Dehne (1936–2017), Chemiker und Hochschullehrer, geboren in Ammendorf
- Helga Schmidt (1937–2018), dreimalige Olympiateilnehmerin im Schwimmsport, geboren in Ammendorf
- Jutta Hoffmann (* 1941), Schauspielerin, geboren in Ammendorf
- Wolf-Dieter Mohrmann (1942–1991), Historiker und Archivdirektor, geboren in Ammendorf
- Wolfgang Grellmann (* 1949), Physiker, Werkstoffwissenschaftler und Hochschullehrer, geboren in Ammendorf